# Rothe (Beverungen)
Rothe ist ein Stadtteil von Beverungen im Kreis Höxter, Nordrhein-Westfalen.

## Geographie
Rothe besteht aus zwei getrennten Gebieten. Im Teilgebiet südlich von Tietelsen liegt das eigentliche Dorf Rothe und im Teilgebiet nördlich von Tietelsen liegen die Bauernhöfe Eilsen und Wiehorn.

## Geschichte
Der Ortsname von Rothe verweist als Rodungsname auf eine Rodungssiedlung in die Zeit der Fränkischen Landnahme, also vor 800, als die bislang bewaldeten Hochflächen erstmals landwirtschaftlich erschlossen wurden. Die erste urkundliche Erwähnung war im 12. Jahrhundert als Besitz des Klosters Helmarshausen. Bis zu den Napoleonischen Kriegen gehörte Rothe zur Richterei Borgholz im Hochstift Paderborn. Im Königreich Westphalen bildete Rothe von 1807 bis 1813 eine Gemeinde im Kanton Beverungen des Distrikts Höxter im Departement der Fulda und fiel dann an Preußen. 1816 kam die Gemeinde zum neuen Kreis Höxter, in dem sie zum Amt Beverungen gehörte. Am 1. Januar 1970 wurde Rothe durch das Gesetz zur Neugliederung des Kreises Höxter in die Stadt Beverungen eingegliedert.

## Bauwerke

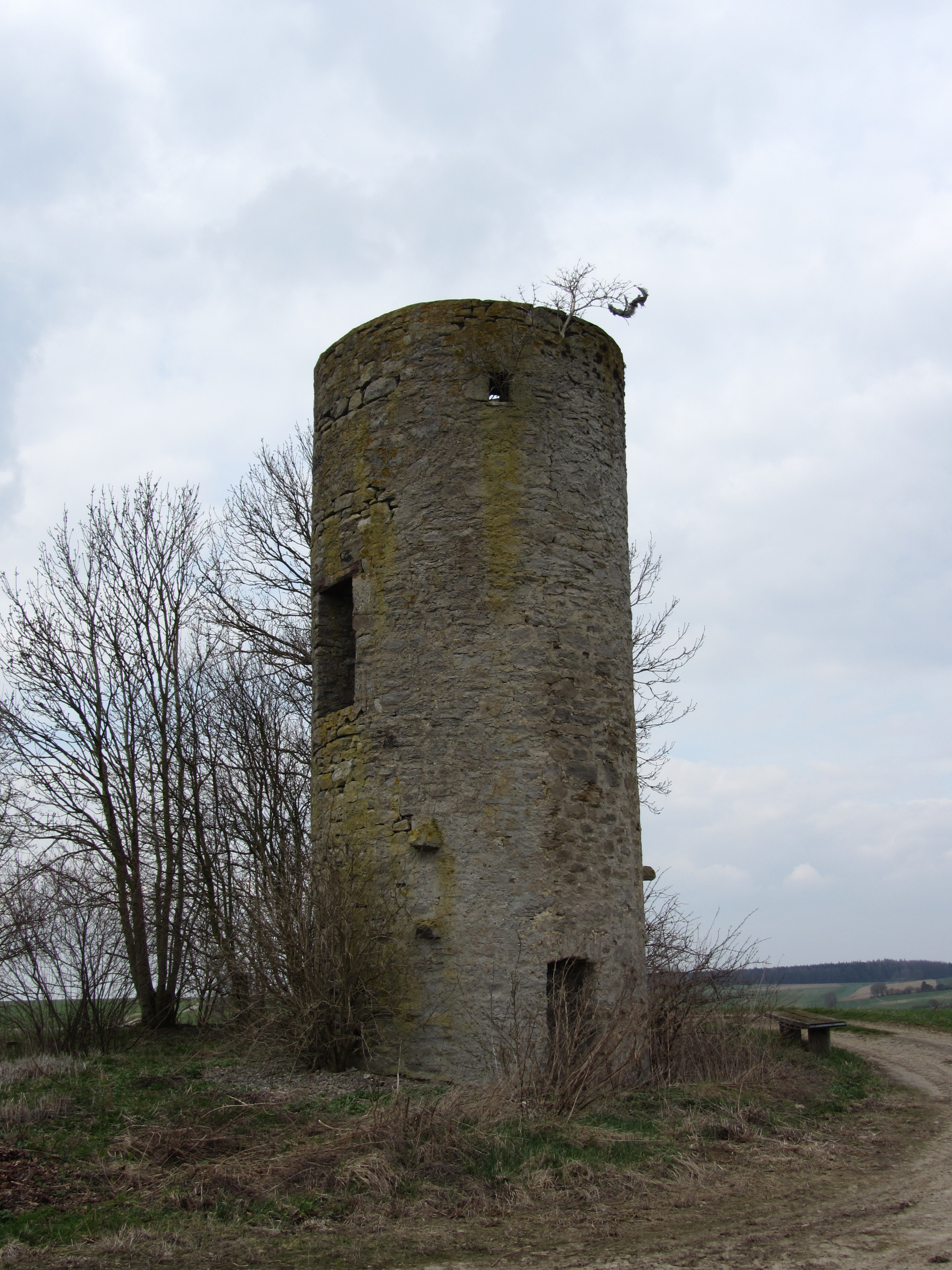
Wartturm

Am südlichen Ortsrand an der Ortsgrenze zu Borgentreich steht ein Wartturm aus dem Jahr 1430. Der Turm zählt zu den Baudenkmälern der Stadt Beverungen.